# Acalolepta basicornis
Acalolepta basicornis es una especie de escarabajo longicornio del género Acalolepta, tribu Monochamini, subfamilia Lamiinae. Fue descrita científicamente por Gahan en 1894.
Se distribuye por China, India, Laos, Birmania y Vietnam. Mide aproximadamente 20-27 milímetros de longitud. El período de vuelo de esta especie ocurre entre marzo y junio.